# Поперечная (Алтайский край)
Поперечная — упразднённый посёлок в Заринском районе Алтайского края. На момент упразднения входил в состав Тягунского поссовета. Исключен из учётных данных в 1986 году. 

## География
Располагался на ручье Поперечный (бассен реки Боровлянка), на расстоянии приблизительно в 1,5 км (по прямой) к юго-западу от разъезда Анатолия.

## История
Основан в 1910 г. В 1928 году посёлок Поперечный состоял из 13 хозяйств. В административном отношении входил в состав Александровского сельсовета Верх-Чумышского района Барнаульского округа Сибирского края.
Решением Алтайского краевого исполнительного комитета от 11.08.1986 года № 282 посёлок исключен из учётных данных.

## Население
В 1926 году в поселке проживал 51 человек (24 мужчины и 27 женщин), основное население — русские.